# 票友
票友是戏曲界、曲艺界的行话，指业余演唱戏曲、曲艺的人。

## 詞源
“票友”一词，最早出现在清代乾隆、嘉庆时期，一些八旗子弟常常凭着朝廷颁发的“龙票”，到各地演唱“子弟书”，不计报酬，为朝廷进行宣传。“子弟书”又名“清音子弟书”，是一种曲艺形式。后来人们就把这群业余演唱的人群称为“票友”，票友演戏称为“票戏”，或“玩票”，票友聚会切磋、自行表演的场合称为“票房”，票友转为职业演员叫做“下海”。

## 名票
名票即知名的票友。中国京剧界最早的名票，有薛印轩和卢胜奎两位，他们与“京剧老生三鼎甲”——余三胜、张二奎、程长庚同时代，都是中国第一代京剧演员。